# Láncara (parroquia)
Láncara (llamada oficialmente San Pedro de Láncara) es una parroquia y una aldea española del municipio de Láncara, en la provincia de Lugo, Galicia.

## Organización territorial
La parroquia está formada por diez entidades de población, constando nueve de ellas en el nomenclátor del Instituto Nacional de Estadística español:
- A Veiga de Outeiro
- Balse
- Escanlar
- Láncara
- Os Baos (Os Vaos)
- Outeiriño
- Outeiro
- Pedreira (A Pedreira)
- Piqueira (A Piqueira)
- San Pedro

## Demografía

### Parroquia
| Gráfica de evolución demográfica de Láncara (parroquia) entre 2000 y 2020 |
|                                                                           |
| Datos según el nomenclátor publicado por el INE.                          |

### Aldea
| Gráfica de evolución demográfica de Láncara (aldea) entre 2000 y 2020 |
|                                                                       |
| Datos según el nomenclátor publicado por el INE.                      |